# Corella
Corella – gmina w Hiszpanii, w Nawarze, o powierzchni 81,35 km². W 2011 roku gmina liczyła 8049 mieszkańców.